# روزشمار جنبش دانشجویی ۱۴۰۱ ایران
روزشمار اعتراضات ۱۴۰۱ دانشجویان ایران به‌صورت جزءبه‌جزء اعتراضات دانشجویی را روایت می‌کند که از ۲۷ شهریور ۱۴۰۱ در پی کشته شدن مهسا امینی آغاز شد. این اعتراضات از دانشگاه تهران آغاز شد و با همراهی دانشگاه‌های تهران و شهرستان‌ها ادامه پیدا کرد.

## روزشمار اعتراضات آذر

### ۱ آذر
- دانشگاه علوم پزشکی کردستان: جمعی از دانشجویان دانشگاه علوم پزشکی کردستان با تجمع در اعتراض به برخورد خشونت‌آمیز نیروهای امنیتی با شهروندان معترض در شهرهای کردنشین شعار «کوردستان ناوی به رزه، دوژمن هاته له رزه» به معنای «نام کردستان بلندآوازه است، دشمن به لرزه افتاده‌است» و «مرگ بر دیکتاتور» سردادند.[۳]
- دانشگاه نوشیروانی بابل: جمعی از دانشجویان دانشگاه صنعتی نوشیروانی بابل با تشکیل حلقه اتحاد و فریاد ممتد «آزادی» تجمع اعتراضی برگزار کردند.[۴]

تجمع، تحصن با شعارهای ضد حکومتی در حداقل ۱۶ دانشگاه از جمله دانشگاه‌های شریف، علم و صنعت، رازی کرمانشاه، بهشتی، نجف‌آباد، هنر و معماری پارس، علوم پزشکی تبریز، آزاد تبریز، خلیج فارس بوشهر، خواجه نصیر و دانشگاه تهران بر پا شد و دانشجویان حضور در کلاس‌های درس را تحریم و در اعتراض به بازداشت، تهدید، تعلیق و ممنوع‌الورود شدن دانشجویان به دانشگاه‌ها، اعتراض کردند. استادان دانشگاه کردستان حمله نیروهای سرکوبگر به این دانشگاه را محکوم کرده و خواستار برخورد قانونی با عوامل این فاجعه شدند.
کلیپ‌های موجود در شبکه‌های اجتماعی نشان می‌دهند که لباس شخصی‌ها و بسیجی‌ها به دانشجویان معترض در دانشگاه صنعتی شریف حمله کردند، اما با مقاومت دانشجویان مواجه شدند. در دانشگاه کردستان نیز یک گردهمایی بزرگ در محکومیت اعمال خشونت شدید و کشتار مردم در شهرهای کردستان برگزار گردید. همچنین دانشجویان دانشکده علوم پزشکی سنندج بنر «مرگ بر خامنه‌ای» را در این دانشگاه نصب کرده و روی دیوارها جمله «این دانشگاه آلوده به خون یاران است» و اسامی کردستان، پیرانشهر، مهاباد، جوانرود را نوشتند.
دانشجویان دانشکده روان‌شناسی دانشگاه تهران در تجمع اعتراضی خود آب آب‌نمای دانشکده را به رنگ قرمز درآورده و شعار می‌دادند «کرد بلوچ آذری اتحاد برابری»، «زندانی سیاسی آزاد باید گردد» و «دانشجو معلم کارگر اتحاد اتحاد».

### ۲ آذر
- دانشگاه علوم پزشکی تبریز: جمعی از دانشجویان دانشگاه علوم پزشکی تبریز در اعتراض به بازداشت ۴ دانشجوی این دانشگاه و احکام کمیته انضباطی برای چهارمین روز متوالی تحصن کردند.[۹]
- دانشگاه هنر و معماری پارس: جمعی از دانشجویان مؤسسه آموزش عالی معماری و هنر پارس تهران با برگزاری تجمع اعتراضی، با کوبیدن پا بر روی زمین شعار «به غیرتت بر بخوره، هموطنت تیر بخوره» سر دادند.[۱۰]

### ۳ آذر
- دانشگاه هنر تهران: تعدادی از دانشجویان دانشکده موسیقی دانشگاه هنر تهران سرود اعتراضی «که پرورده دامن یک زنم» را منتشر کردند. این سرود به صورت دسته جمعی خوانده شده‌است.[۱۱]

### ۴ آذر
- دانشگاه صنعتی اصفهان: همزمان با اعتراضات دانشجویی، رئیس دانشگاه صنعتی اصفهان اخبار مسمومیت گسترده دانشجویان این دانشگاه را تأیید کرد و اعلام کرد طی ۴۸ ساعت گذشته، بیش از ۲۷۰ نفر از دانشجویان درگیر شده‌اند.[۱۲]

### ۵ آذر
- دانشگاه صنعتی اصفهان:
  - جمعیت قابل توجهی از دانشجویان دانشگاه صنعتی اصفهان با برگزاری راهپیمایی، شعارهای اعتراضی سر دادند.[۱۳][۱۴]
  - دانشجویان دانشگاه صنعتی اصفهان در اعتراض به مسمومیت شمار زیادی از دانشجویان در یک حرکت اعتراضی، ظرف‌های غذای‌شان را از سلف مرکزی تا دفتر مدیریت دانشگاه در کنار هم چیدند و اعتصاب غذا کردند.[۱۵][۱۴]
- دانشگاه امیرکبیر: جمعی از دانشجویان دانشکده نساجی دانشگاه امیرکبیر با برگزاری تجمع اعتراضی و با در دست داشتن تصاویر دانشجویان زندانی، سرود «سوگند به خون همرهانم» را همخوانی کردند.[۱۶][۱۴][۱۷]
- دانشگاه تهران: جمعی از دانشجویان پردیس فارابی دانشگاه تهران در قم با برگزاری تجمع اعتراضی، شعارهای چون «هیز تویی، هرزه تویی، زن آزاده منم» سردادند.[۱۸][۱۴]
- دانشگاه علم و فرهنگ: جمعی از دانشجویان دانشگاه علم و فرهنگ تهران تجمع اعتراضی برگزار کردند. این تجمع با برخورد و تهدید مأموران حراست در مقابل ساختمان فرهنگ مواجه شد.[۱۹][۱۴]
- دانشگاه الزهرا: در یک حرکت اعتراضی در دانشگاه الزهرا تهران، به‌صورت شبانه بر روی دیوارهای خوابگاه فرزانگان شعارهای اعتراضی نوشته شد. «من خشم بلوچم»، «ژن، ژیان، آزادی» و «انقلاب ۱۴۰۱» از جمله این شعارها بود.[۲۰]
- سایر دانشگاه‌ها: جمعی از دانشجویان دانشگاه‌های گیلان، چمران اهواز، دانشگاه صنعتی شریف، دانشکده ریاضی و علوم کامپیوتر دانشگاه صنعتی امیرکبیر، دانشکده صنایع دانشگاه صنعتی امیرکبیر تهران و دانشکده فیزیک و مهندسی انرژی تهران تجمع برگزار کرده و شعارهای اعتراضی سر دادند.[۲۱][۲۲][۲۳]

### ۶ آذر
- دانشگاه علامه: جمعی از دانشجویان دانشکده ادبیات دانشگاه علامه طباطبایی با برگزاری تجمع اعتراضی، شعارهای «زن، زندگی، آزادی»، «دانشجوی زندانی آزاد باید گردد» و «دانشجو می‌میرد ذلت نمی‌پذیرد» سردادند.[۲۴]
- دانشگاه آزاد سنندج: جمعی از دانشجویان دانشگاه آزاد سنندج با برگزاری تجمع اعتراضی، شعار «دانشجو می‌میرد، ذلت نمی‌پذیرد» سر دادند. در برخی گزارش‌ها گفته شده چند استاد دانشگاه نیز در این اعتراضات، دانشجویان را همراهی کرده‌اند.[۲۵]
- دانشگاه خواجه نصیر: جمعی از دانشجویان دانشکده عمران و نقشه دانشگاه خواجه نصیر طوسی با در دست گرفتن اسامی دانشجویان بازداشت شده، تحصن کردند.[۲۶]
- دانشگاه شریف: جمعی از دانشجویان دانشگاه شریف در لابی دانشکده‌های کامپیوتر و فیزیک در اعتراض به جو امنیتی دانشگاه و برخورد با دانشجویان معترض، تحصن کردند.[۲۷]
- دانشگاه کردستان: شماری از دانشجویان دانشگاه کردستان با سر دادن شعارهایی دست به تجمع اعتراضی زدند.[۲۸]

### ۷ آذر
- دانشگاه شهید بهشتی:
  - جمعی از دانشجویان دانشکده ریاضی دانشگاه شهید بهشتی در لابی این دانشکده دست به تحصن زدند. این تحصن «در اعتراض به بازداشت‌ها، تعلیق‌ها و ممنوع‌الورودی‌های اعمال شده جهت سرکوب دانشجویان» صورت گرفت.[۲۹]
  - جمعی از دانشجویان دانشکده ادبیات دانشگاه شهید بهشتی با برگزاری تحصن، شعار «دانشجو پشت استاد، استاد با دانشجو» سر دادند.
- سایر دانشگاه‌ها: جمعی از دانشجویان دانشگاه‌های آزاد سنندج، خوارزمی کرج، دانشکده کامپیوتر دانشگاه علامه، فیزیک دانشگاه صنعتی شریف، خواجه‌نصیر تهران، الزهرا، دانشکده ادبیات دانشگاه تهران، دانشجویان ادبیات دانشگاه علامه و دانشگاه تبریز با دادن شعارهای اعتراضی، تجمع برگزار کردند.[۳۰][۳۱][۳۲][۳۳]

### ۹ آذر
- دانشگاه شریف: رئیس دانشگاه صنعتی شریف اعلام کرد که اداره حراست این دانشگاه، «از طریق فراخوان جذب نیرو» بر شمار کارکنانش به شکل موقت افزوده تا «هرچه زودتر آرامش در این دانشگاه برقرار شود».[۳۴]

### ۱۰ آذر
- دانشگاه تهران: تعدادی از دانشجویان پردیس هنرهای زیبا دانشگاه تهران در اعتراض به بازداشت حمید پورآذری و سهیلا گلستانی، در یک حرکت اعتراضی و بدون پوشش حجاب اجباری، نمایش اعتراضی تئاتر اجرا کردند.[۳۵]
- وزیر علوم، نوآوری و صنایع کانادا در پیامی اعلام کرد «امروز پیام من به همه دانشجویان در ایران و سراسر جهان این است. ما نقض حقوق بشر در قبال زنان و دانشجویان ایران را دیده و شاهد آن بوده‌ایم. واضح است که ما در کنار این خیزش زن، زندگی آزادی ایستاده‌ایم. من همراه با دانشجویان کانادایی و سایر دانشجویان جهان می‌گوییم این خشونت را متوقف کنید.»[۳۶]

### ۱۲ آذر
به دنبال مسمومیت گسترده غذایی دانشجویان در چند دانشگاه ایران، دانشجویان در دانشگاه خوارزمی کرج شعار دادند «دانشجو مسموم می‌کنه، نشسته توجیه می‌کنه.» تاکنون مسمومیت غذایی دانشجویان در دانشگاه‌های مختلف از قبیل دانشگاه الزهرا در تهران در روز سوم آذر، دانشگاه صنعتی اراک در روز نهم، دانشگاه صنعتی اصفهان روز پنجم آذر و دانشگاه خوارزمی کرج در روز دهم آذر ماه رخ داده‌است.

### ۱۴ آذر
- دانشگاه شهید بهشتی: تعدادی از دانشجویان دانشگاه شهید بهشتی علی‌رغم بارش برف، تجمع اعتراضی برگزار کردند و شعار «قسم به خون یاران، ایستاده‌ایم تا پایان» سر دادند.[۳۸]
- دانشگاه نوشیروانی بابل: جمعی از دانشجویان دانشگاه نوشیروانی بابل با برگزاری تجمع اعتراضی، شعارهای «هیز تویی، هرزه تویی، زن آزاده منم» و «اونی که بی‌طرفه، مسلماً بی‌شرفه» سر دادند.[۳۹] «کردستان، زاهدان، الگوی کل ایران» دیگر شعار دانشجویان بود.[۴۰]
- دانشگاه علوم پزشکی شیراز: جمعی از دانشجویان دانشکده دندانپزشکی دانشگاه علوم پزشکی شیراز اعتصاب کرده و از رفتن به کلاس‌های درس خودداری کردند.[۴۱][۴۲]

### ۱۵ آذر
- دانشگاه شریف: جمعی از دانشجویان دانشگاه شریف در اعتراض به حضور علیرضا زاکانی شهردار تهران در بیرون از سالن تجمع اعتراضی برگزار کردند و شعار «بی‌شرف» و «مرگ بر دیکتاتور» سر دادند.[۴۳] جلسه سخنرانی زاکانی نیز با انتقادات و اعتراضات جمعی از دانشجویان در داخل سالن همراه بود. شورای صنفی دانشجویان نیز از اعمال محدودیت در ورود دانشجویان و کنترل‌های حراست خبر داد.[۴۴]
- دانشگاه شهید بهشتی: تعدای از دانشجویان دانشگاه شهید بهشتی در یک حرکت اعتراضی، شعارهایشان را به شکل نمادین دور حوض چیدند.[۴۵]
- دانشگاه امیرکبیر: سخنرانی انسیه خزعلی معاون زنان رئیس‌جمهور در دانشگاه امیرکبیر به دلیل «عدم توانمندی در تأمین امنیت جانی» لغو شد.[۴۶]

### ۱۶ آذر (روز دانشجو)
- دانشگاه تهران:
  - ابراهیم رئیسی رئیس‌جمهور با حضور در دانشکده ادبیات دانشگاه تهران برای روز دانشجو سخنرانی کرد. طبق گزارش‌ها، در زمان حضور رئیسی فضای دانشگاه به شدت امنیتی بوده‌است.[۴۷] طبق گزارش ایسنا، به هیچ دانشجویی اجازه ورود داده نشد و صرفاً برای افرادی بوده که دارای «دعوتنامه» و «هماهنگ شده» بودند.[۴۸]
  - طبق گزارش‌ها اطراف و دور تا دور دانشگاه تهران از جمله خیابان قدس و انقلاب با حضور گسترده نیروهای امنیتی و یگان ویژه با اسلحه‌های گلوله ساچمه‌ای همراه بود.[۴۹]
  - بعد از خروج رئیس‌جمهور از دانشگاه تهران، جمعی از دانشجویان با تجمع در پردیس هنرهای زیبا و حرکت به سمت دانشکده ادبیات، شعار «زن، زندگی، آزادی» سر دادند و خواستار آزادی دانشجویان زندانی شدند. این تجمع، با حمله نیروهای حراست و لباس شخصی به درگیری کشیده شد و چند دانشجو دچار «خونریزی» شدند. دو دانشجو نیز توسط نیروهای حراست بازداشت و به ساختمان حفاظت فیزیکی منتقل شدند.[۵۰][۴۷][۵۱]
  - مراسم روز دانشجو در سالن چمران دانشکده فنی دانشگاه تهران توسط انجمن اسلامی دانشجویان برگزار شد. این مراسم با شعارهای اعتراضی دانشجویان از جمله «زن، زندگی، آزادی» همراه بود. در این مراسم دانشجویان به‌صورت ایستاده سرود زن را همخوانی کردند. مهمان ویژه این مراسم خانوده «محمد شکرخدا» دانشجوی بازداشتی روابط بین‌الملل دانشگاه تهران بود. یکی از دختران بدون هماهنگی بالای سن رفت و پایین موهای خود را قیچی کرد که با واکنش سریع انتظامات سالن مواجه شد.[۵۲] همزمان با حضور رئیسی در دانشگاه تهران دانشجویان معترض با حمله نیروهای امنیتی مواجه شدند[۵۳]
  -  ند پرایس سخنگوی وزارت امور خارجه آمریکا در یک نشست مطبوعاتی در واکنش به اعتراضات و درگیری دانشجویان در دانشگاه تهران در روز دانشجو اعلام کرد «واشینگتن از حمله خشونت‌آمیز نیروهای سرکوبگر جمهوری اسلامی به دانشجویانی که به حضور ابراهیم رئیسی در دانشگاه تهران اعتراض داشتند، آگاه است.»[۵۴][۵۰]
- دانشگاه فردوسی مشهد: جمعی از دانشجویان دانشگاه فردوسی مشهد با برگزاری تجمع، شعارهای اعتراضی سر دادند. این تجمع با حمله نیروهای لباس شخصی و حراست به درگیری کشیده شد. در دست نیروهای امنیتی چوب و شوکر وجود داشت. در این درگیری، یکی از دانشجویان مجروح و با آمبولانس به بیمارستان منتقل شد.[۵۵]
- دانشگاه علامه:
  - جمعی از دانشجویان دانشگاه علامه طباطبایی با برگزاری تجمع اعتراضی، شعارهایی از جمله «نان، کار، آزادی، پوشش اختیاری»، «فرزند کارگرانیم کنارشان می‌مانیم» و «دانشجو کارگر اتحاد اتحاد» در محوطه این دانشگاه سر دادند.[۵۶]
  - جمعی از دانشجویان دانشکده ادبیات دانشگاه علامه با برگزاری تجمع اعتراضی، شعارهای «مرگ بر استبداد»، «آزادی، آزادی، آزادی» و «از آسمان ایران خون اگر ببارد، علامه متحد قصد تسلیم ندارد» سر دادند.[۵۷]
- دانشگاه خواجه نصیر: جمعی از دانشجویان دانشگاه خواجه نصیر طوسی با برگزاری تجمع اعتراضی، در همراهی با دانشجویان بازداشتی شعار «دانشجوی آزاده، راهت ادامه دارد» سر دادند.[۵۸]
- دانشگاه تربیت مدرس: تعدادی از دانشجویان دانشگاه تربیت مدرس علی‌رغم جو امنیتی، با در دست داشتن پلاکاردهایی که بر رویش شعار «زن، زندگی، آزادی» دیده می‌شود، اعتراض خود را در روز دانشجو نشان دادند.[۵۹]
- دانشگاه شهید بهشتی: اعضای شورای مرکزی انجمن اسلامی دانشجویان آزادی‌خواه دانشگاه شهید بهشتی در یک حرکت اعتراضی و در بیانیه‌ای به مناسبت روز دانشجو، استعفای جمعی خود را اعلام کردند.[۶۰]
- دانشگاه هنر اصفهان: جمعی از دانشجویان دانشکده هنر و معماری دانشگاه هنر اصفهان با برگزاری تجمع، شعارهای اعتراضی سر دادند.[۶۱]
- دانشگاه صنعتی شریف: ویدئوهای منتشر شده نشان می‌دهد که علیرضا زاکانی شهردار تهران که برای سخنرانی به دانشگاه شریف رفته بود در واکنش به سؤال دانشجویان بارها سخنان توهین آمیزی علیه دانشجویان بر زبان آورد.[۶۲] علی یونسی و امیرحسین مرادی دو دانشجوی نخبه دانشگاه شریف که در زندان جمهوری اسلامی محبوس هستند همزمان با روز دانشجو برای همبستگی با اعتراضات سراسری دانشجویان پیامی را منتشر کردند.[۶۳][۶۴][۶۵] آنها در این پیام مشترک نوشتند: «امروز دانشگاه از یک سو عرصه نمایش آزادی‌خواهی و اتحاد دانشجویان و از سوی دیگر رسواگر ذات پلید این رژیم جنایتکار شده که وقیحانه دست به محاصره و تیراندازی و سرکوب دانشجویان می‌زند.»[۶۶][۶۷][۶۵]
- دانشگاه علم و صنعت تهران: در دانشگاه علم و صنعت تهران، همزمان با حضور علی بهادری جهرمی، سخنگوی دولت که برای سخنرانی به دانشگاه رفته بود، دانشجویان شعار «بی‌شرف، بی‌شرف» و دیگر شعارهای اعتراضی سر دادند.[۶۲]
- سایر دانشگاه‌ها: در تهران تجمع و تحصن دانشجویان ازجمله در دانشگاه‌های صنعتی شریف، آزاد سوهانک، فنی شمسی‌پور، بهشتی و علوم و تحقیقات برگزار شد. همچنین در دانشگاه کردستان در سنندج، هنر تبریز، هنر اصفهان، چمران اهواز، دانشگاه نوشیروانی در بابل، دانشگاه ملایر، مؤسسه عالی سپهر اصفهان، بوعلی سینای همدان، هنر تبریز، هنر اصفهان، چمران اهواز، دانشگاه خلیج فارس بوشهر، دانشگاه گیلان، دانشگاه مازندران و دانشکده فنی دختران سنندج دانشجویان اقدام به برگزاری تجمع، تحصن و اعتصاب کردند.[۶۲]
- مارشا بلکبرن نماینده جمهوری‌خواه مجلس نمایندگان ایالات متحده از ایالت تنسی، در توییتی به مسمومیت زنجیره‌ای دانشجویان ایرانی اشاره کرد و نوشت «بیش از هزار دانشجوی ایرانی علائمی مرتبط با مسمومیت غذایی دارند. آیا این کاری عمدی توسط رژیم [ایران] بوده‌است؟»[۶۸]

### ۱۷ آذر
- دانشگاه آزاد قم: نشست پرسش و پاسخ امیرحسین قاضی‌زاده هاشمی معاون رئیس‌جمهور و رئیس بنیاد شهید در دانشگاه آزاد قم با اعتراض تعدادی از دانشجویان همراه بود. جمعی از دانشجویان در بیرون از سالن جلسه با شعار «سیستم فاسد نمی‌خوایم مهمون قاتل نمی‌خوایم» اعتراض کردند.[۶۹]
- دانشگاه علامه:
  - گروهی از دانشجویان رشته روان‌شناسی دانشگاه علامه طباطبایی با صدور بیانیه‌ای، از بی‌توجهی به دستگیرشدگانی که با بیماری‌های روان‌پزشکی روبه‌رو هستند انتقاد کردند و برخی روانشناسان را به «همدستی با سرکوب» متهم کردند.[۷۰]
  - یکی از دانشجویان پسر کارشناسی حقوق دانشگاه علامه در زیرزمین یکی از خوابگاه‌های این دانشگاه با حلق‌آویز کردن، خودکشی کرد. معاون دانشجویی دانشگاه علامه اعلام کرد این فرد سیاسی نبوده و دارای مشکلات شخصی بوده‌است.[۷۱]

### ۱۹ آذر
- دانشکده فنی دخترانه سنندج: جمعی از دانشجویان دانشکده فنی سنندج با برگزاری تجمع، شعارهای اعتراضی سر دادند. ند: «محسن ما رو بردن، جنازشو آوردن» از جمله شعار دانشجویان بود. این تجمع با حمله نیروهای امنیتی به خشونت کشیده شد.[۷۲]
- دانشگاه شریف: خبرگزاری مهر اعلام کرد دفتر بسیج دانشجویی دانشگاه شریف شبانه توسط عواملی ناشناس آتش گرفته و کاملاً در آتش سوخت.[۷۳]
- دانشگاه الزهرا: انجمن اسلامی دانشجویان دانشگاه الزهرا (دفتر تحکیم وحدت) با صدور بیانیه‌ای از اقدامات قوه قضاییه در جهت برخورد با «اغتشاش گران» حمایت کرده و بر پیگیر جدی پرونده‌های بقیه مجرمان تأکید کرد.[۷۴]
- سایر دانشگاه‌ها: دانشگاه علم و فرهنگ تهران، علامه طباطبایی، دانشکده علوم اجتماعی دانشگاه تهران، دانشگاه خواجه نصیر و دانشگاه شهید شهید از جمله دانشگاه‌هایی بود که در آن تجمع‌های اعتراضی برگزار شد.

### ۲۰ آذر
اعتراضات دانشجویی در چند دانشگاه کشور ادامه پیدا کرد. دانشجویان معترض دست‌کم در دانشگاه‌های علامه، خواجه‌نصیر و بهشتی در تهران، دانشگاه صنعتی اصفهان، و نوشیروانی بابل با دادن شعارهای ضد حکومتی تجمع‌های اعتراضی برگزار کردند.
- ۱۱ تشکل دانشجویی در بیانیه‌ای روش تغییر شیوه‌نامه آیین‌نامه انضباطی دانشجویان را «غیردموکراتیک و توهین‌آمیز» اعلام کردند و خواستار ابطال آن شدند.[۷۶]

### ۲۱ آذر
- دانشگاه تهران: تعدادی از دانشجویان دانشکده موسیقی هنرهای زیبا در دانشگاه تهران در یک حرکت اعتراضی و نمادین، ترانه‌های «دایه دایه وقت جنگه» و «از خون جوانان وطن لاله دمیده» را هم‌خوانی کردند.[۷۷]
- دانشگاه شریف: تعدادی از دانشجویان دانشگاه صنعتی شریف، در یک حرکتی اعتراضی و نمادین در ساختمان این سینا با روشن کردن شمع، تصاویر محسن شکاری و مجیدرضا رهنورد از اعدامیان اعترضات را نصب کردند.[۷۷]
- دانشگاه نوشیروانی بابل: دانشجویان دانشگاه نوشیروانی بابل در سوگ محسن شکاری با برگزاری تجمع اعتراضی علیه اعدام، سرکوب گسترده و تعلیق دانشجویان اعتراض کردند.[۷۸] آنها در یک حرکت اعتراضی، تصاویر محسن شکاری و مجیدرضا رهنورد از اعدامیان اعتراضات را بر دیوار کلاس‌های درس دانشگاه نصب کردند.[۷۹] همچنین دانشجویان معترض در دانشکده مکانیک این دانشگاه، در واکنش به اعدام دو تن از معترضان تصویر دار اعدام را روی تخته کلاس کشیدند.[۷۷]
- بنا بر گزارش‌های تصویری، دانشجویان معترض در دانشگاه علامه و دانشگاه بهشتی نیز به اعتراضات ضد حکومتی خود ادامه دادند.[۷۷]
- انجمن مطالعات خاورمیانه و انجمن مردم‌شناسی آمریکای شمالی در بیانیه‌ای با اشاره به «سرکوب سنگین حکومتی در تازه‌ترین دور اعتصاب‌ها و اعتراضات دانشجویی از ۱۴ تا ۱۶ آذر ماه از حمله به دانشگاه‌ها، بازداشت، و ربودن معترضان دانشجو و استاد دانشگاه» انتقاد کردند.[۸۰]

### ۲۲ آذر
- دانشگاه علوم پزشکی تبریز: گروهی از دانشجویان دانشگاه علوم‌پزشکی تبریز در اعتراض به اجرای احکام اعدام معترضان تجمع سکوت و اجرای اعتراضی برگزار کردند. دانشجویان به صورت نمادین پلاکاردها و طناب‌های دار با رنگ خون پاشیده شده در دست داشتند.[۳][۸۱]
- دانشگاه الزهرای مشهد: تعدادی از دانشجویان مرکز آموزش عالی فنی و حرفه ای الزهرا مشهد در سالن غذاخوری در اعتراض به اعدام مجیدرضا رهنورد شعار «مجیدرضا رو بردند، جنازه‌اش رو آوردند» سر دادند.
- دانشگاه سوره: دانشجویان این دانشگاه شعارهایی مانند «محسن ما رو بردن، جنازه‌شو آوردن»، «ما همه با هم هستیم، شما باید بترسید»، «برادر شهیدم، خونت رو پس می‌گیرم» سر دادند.[۸۲] این دانشجویان علی‌رغم جو امنیتی و ضبط کارت و گوشی تعدادی از آنها، این تجمع اعتراضی را برگزار کردند.[۸۲][۸۳]
- دانشگاه علوم و تحقیقات تهران: دانشجویان این دانشگاه، با تجمع در محوطه این دانشگاه و با دادن شعارهای ضد حکومتی نسبت به سرکوب، بازداشت و اعدام معترضان توسط جمهوری اسلامی اعتراض کردند.[۸۴][۸۵]
- تصاویر و ویدیوهای دیگری نیز از دیوارنویسی و شعارنویسی در اعتراض به احکام اعدام و سرکوب فراگیر و سراسری، در دانشگاه‌های علامه، پردیس هنرهای زیبای دانشگاه تهران، فردوسی مشهد، پردیس فنی مهندسی دانشگاه بهشتی، دانشگاه نوشیروانی بابل و … انتشار یافته‌است.[۸۲] تصاویری نیز از خوابگاه دخترانه دانشگاه دامغان منتشر شده که دانشجویان معترض پنجه‌های خونین خود را بر دیوارهای خوابگاه ترسیم کردند و به این ترتیب اعتراض خود را به کشتار و اعدام در جمهوری اسلامی نشان دادند.[۸۲]
- جمعی از شخصیت‌های دانشگاهی ایرانی در خارج از کشور در نامه‌ای خطاب به جاوید رحمان، گزارشگر ویژه حقوق بشر سازمان ملل به «اذیت و آزار و مجازات‌های بدون محاکمه و خودسرانه دانشجویان و استادان» در اعتراضات اشاره کردند.[۸۶]

### ۲۳ آذر
- دانشگاه آزاد مشهد: یک دانشجوی معترض در دانشگاه آزاد مشهد پس از درگیری لفظی دربارهٔ اعتراضات سراسری و اعدام معترضان با یکی از استادان حامی جمهوری اسلامی، دست به خودکشی زد.[۸۷] گزارش‌های دانشجویان و ویدئوهای منتشر شده در شبکه‌های اجتماعی نشان می‌دهد که این دانشجوی معترض پس از بحث سیاسی با آن استاد از کلاس بیرون رفت و بعد از حمله نیروهای حکومتی، شیشه تابلو اعلانات را شکست و سپس با زدن رگ دستش اقدام به خودکشی نمود.[۸۸][۸۷] گزارش شده‌است که وی قبل از خود کشی شعار «مرگ بر دیکتاتور» و «مرگ بر خامنه‌ای» نیز داده‌است. بنا بر گزارش‌ها، دوستان این دانشجو که گفته شده «محمد فرزانه» نام دارد، وی را به بیمارستان «امام رضا» منتقل کردند و درحال حاضر پس از عمل جراحی، حالش بهتر است.[۸۷]

### ۲۵ آذر
- دانشگاه آزاد اهواز: جسد دنیا فرهادی دانشجوی ۲۲ ساله رشته معماری در دانشگاه آزاد اهواز اهل ایذه که در تجمعات ۱۶ آذر شرکت داشته و در همان روز در بلوار ساحلی اهواز ناپدید شده بود، در ساحل رود کارون کشف شد.[۸۹] در شبکه‌های اجتماعی کاربران متعددی از کشته شدن او در بازدشتگاه خبر داده‌اند و بعضی نوشته‌اند که روی بدن او آثار شکنجه دیده شده‌است.[۹۰] هزاران نفر از مردم ایذه در مراسم به خاک سپردن دنیا فرهادی، دانشجوی جوانی که ۱۶ آذر، روز دانشجو، در اهواز مفقود و سپس پیکر بی‌جانش در کنار کارون پیدا شد، شرکت کردند.[۹۱][۹۲][۹۳] شهرام فرهادی، پدر دنیا فرهادی، در یک مصاحبه ویدیویی قبل از کشف جسد دخترش گفته بود که مقام‌های مسئول حاضر نشده‌اند فیلم دوربین‌های محدوده مفقود شدن این دختر دانشجو را بازبینی کنند یا در اختیار خانواده‌اش قرار دهند. وی اظهارات رسانه‌های حکومتی در این رابطه را بی‌اعتبار خواند.[۹۱]

### ۲۷ آذر
- دانشگاه علامه: معاون دانشجویی دانشگاه علامه طباطبایی از ممنوع‌الورود شدن ۲۰ دانشجو در ارتباط با اعتراضات روز دانشجو در ۱۶ آذر خبر داد.[۹۴]
- دانشگاه علوم پزشکی شیراز: دانشجویان دانشگاه علوم پزشکی شیراز در اعتراض به گذشتن بیش از یک ماه از بازداشت محمد احمدوند شاهوردی دانشجوی رشتهٔ پزشکی این دانشگاه تجمع اعتراضی برگزار کردند.[۹۵]

## روزشمار اعتراضات دی

### ۴ دی
- دانشگاه شریف: جمعی از دانشجویان دانشکده کامپیوتر دانشگاه صنعتی شریف در اعتراض به احضار علی شریفی زارچی عضو هیئت علمی این دانشکده به وزارت اطلاعات، در لابی این دانشکده تحصن برگزار کردند.[۹۶]
- دانشگاه هنر تهران: گروهی از دانشجویان دانشکده موسیقی دانشگاه هنر تهران در یک حرکت اعتراضی، ترانه‌ای در حمایت از اعتراضات اجرا کردند. «ایران غرق انقلاب است، به پیش به پیش به پیش» بخش‌هایی از این ترانه بود که برگرفته از فریدون فرخزاد است.[۹۷]
- دانشگاه تهران: تعدادی از دانشجویان دانشکده علوم اجتماعی دانشگاه تهران در یک حرکت اعتراضی، شبنامه‌ای با عنوان «۱۰۰ روز مبارزه» و با لوگوی روزنامه اطلاعات منتشر و پخش کردند که از وقایع‌نگاری روزانه از اعتراضات گزارش داده‌است.[۹۸]
- کانون بین‌المللی دانشگاهیان ایرانی در صدمین روز اعتراضات در ایران در نامه‌ای به روسای دانشگاه‌ها اعلام کرد: «در این مدت بیش از ۶۵۰ دانشجو توسط نیروهای امنیتی و اطلاعاتی ربوده شده و اکنون در انتظار احکام سنگین قضایی هستند»[۹۹]

### ۸ دی
- دانشگاه آزاد تهران شمال: دفتر بسیج دانشجویی دانشگاه آزاد تهران شمال به‌صورت مخفیانه و شبانه توسط فردی ناشناس به آتش کشیده شد.[۱۰۰]

### ۱۰ دی
- دانشگاه خواجه نصیر: دانشگاه خواجه نصیر طوسی در اطلاعیه‌ای اعلام کرد «روند پیگیری تخلفات دانشجویان در حوادث اخیر در کمیته انضباطی با جدیت انجام و در مواقع لزوم منجر به صدور احکام نهایی برای برخی از دانشجویان متخلف می‌شود.»[۱۰۱]

### ۱۵ دی
- محمدعلی زلفی‌گل، وزیر علوم در دیدار روسای دانشگاه‌های سراسر کشور با تجلیل از عملکرد روسای دانشگاه در اعتراضات دانشجویی، اعلام کرد «از شما می‌خواهم که تجربه خود در ارتباط با مدیریت اعتراضات اخیر را مکتوب کنید. در این بازه زمانی، خون از دماغ دانشجویان نیامد و شما توانستید نمره خوبی کسب کنید.»[۱۰۲]
- سخنگوی وزارت علوم در اجلاس روسای دانشگاه‌ها با اشاره به گستردگی اعتراضات دانشجویی اعلام کرد «اتفاقات ۱۰۰ روز گذشته در سال‌های ۷۸، ۸۸، ۹۶ و ۹۸ بی‌مثال بود. درگیر یک جنگ ترکیبی بودیم. کوچک‌ترین دانشگاه‌ها هم درگیر شدند.»[۱۰۳]
- شورای صنفی دانشجویان کشور با انتشار طوماری نوشته‌است: «بیماری لاعلاج» لیلا حسین‌زاده «حاصل دوران اولین بازداشت او است»، این تشکل دانشجویی مقامات قوه قضاییه را به «فریب‌کاری درمانی» و «تجویز داروی کورتون بدون اطلاع» خانم حسین‌زاده متهم کرده، و افزوده‌است که قوه قضاییه «قصد جان» او را دارد.[۱۰۴]

۱۸ دی
- دانشگاه سوره: در دانشکده هنر، دانشجویان در اعتراض به بازداشت‌ها تجمع‌های اعتراضی برگزار کردند و شعار می‌دادند: «بسیجی، سپاهی، داعش ما شمایی»، «می‌جنگیم، می‌میرم، ایران را پس می‌گیریم» و «ژاسمین و مهتاب ما، آزاد باید گردند!»[۱۰۵]
- دانشگاه بهشتی: دانشجویان تجمع‌های اعتراضی برگزار کردند و شعارهایی مانند «نه زندان، نه اعدام، ایستاده‌ایم تا پایان» و «هر یک نفر کشته بشه، هزار نفر پشتشه» سر دادند.[۱۰۵]
- دانشگاه تهران: دانشجویان در اعتراض به کشته شدن ۱۷۶ نفر با موشک سپاه پاسداران جمهور اسلامی با نمایش عکس برخی از جان‌باختگان و برپایی نماد سمبلیکی از ۱۷۶ شمع روشن و عبارت «غلط کردید، اشتباه کردید» را به نمایش گذاشتند.[۱۰۵]